# Férfi 100 méteres síkfutás a 2011. évi nyári európai ifjúsági olimpiai fesztiválon
A 2011. évi nyári európai ifjúsági olimpiai fesztiválon az atlétikai versenyszámokat Trabzonban rendezték. A férfi 100 méteres síkfutás előfutamait július 25.-én, az elődöntőit és a  döntőjét pedig július 26.-án rendezték.

## Selejtező
Minden selejtezőcsoport első 3 helyezettje (Q) illetve a további legjobb 4 időeredménnyel (q) rendelkező sportoló jutott tovább az elődöntőbe.
| H  | F | Név                     | Nemzet             | E     | Mj   |
| -- | - | ----------------------- | ------------------ | ----- | ---- |
| 1  | 2 | Marek Bakalar           | Csehország         | 10.72 | Q    |
| 2  | 4 | Andreas Stavrou         | Görögország        | 10.75 | Q PB |
| 3  | 1 | Daniel Koelsch          | Németország        | 10.76 | Q PB |
| 4  | 1 | Leon Reid               | Egyesült Királyság | 10.80 | Q    |
| 5  | 4 | Yanier Bello Diaz       | Svájc              | 10.82 | Q    |
| 6  | 1 | Adam Jablonski          | Lengyelország      | 10.82 | Q    |
| 7  | 3 | Oumar Diallo            | Belgium            | 10.83 | Q PB |
| 8  | 3 | Aykut Ay                | Törökország        | 10.86 | Q PB |
| 9  | 3 | Dmitrii Sychev          | Oroszország        | 10.88 | Q    |
| 10 | 3 | Giovanni Cellario       | Olaszország        | 10.90 | q    |
| 11 | 2 | Morten Madsen           | Dánia              | 10.93 | Q    |
| 12 | 4 | Gregory William O'shea  | Írország           | 10.95 | Q    |
| 13 | 4 | Otto Ahlfors            | Finnország         | 10.95 | q    |
| 14 | 4 | Luis Neves              | Portugália         | 10.95 | q    |
| 15 | 2 | Yann Olivier Delin      | Franciaország      | 10.98 | Q    |
| 16 | 1 | Luka Zontar             | Szlovénia          | 11.01 | q    |
| 17 | 2 | Ioan Pitigoi            | Románia            | 11.02 | PB   |
| 18 | 2 | Siarhei Kresa           | Fehéroroszország   | 11.02 | PB   |
| 19 | 1 | Rait Veesalu            | Észtország         | 11.03 |      |
| 20 | 3 | Kolbeinn Hodur Olafsson | Izland             | 11.08 | PB   |
| 21 | 4 | Lukas Meszaros          | Szlovákia          | 11.26 |      |
| 22 | 3 | Markus Fuchs            | Ausztria           | 11.27 |      |
| 23 | 3 | Santos Nicolas Bollini  | San Marino         | 11.32 | PB   |
| 24 | 1 | Vladimirs Mihailovs     | Lettország         | 11.34 |      |
| 25 | 4 | Viktor Sarnjai          | Szerbia            | 11.45 |      |
| 26 | 2 | Elmar Heybatov          | Azerbajdzsán       | 11.53 |      |
| 27 | 2 | Giga Tchikadze          | Grúzia             | 11.61 |      |
| 28 | 1 | Giorgi Azarashvili      | Grúzia             | 11.65 |      |
| -  | 4 | Ilya Siratsiuk          | Fehéroroszország   | -     | DNS  |
| -  | 1 | Stefanos Karacostas     | Ciprus             | -     | DQ   |

## Elődöntő
| H  | F | Név                    | Nemzet             | E     | Mj   |
| -- | - | ---------------------- | ------------------ | ----- | ---- |
| 1  | 1 | Leon Reid              | Egyesült Királyság | 10.67 | Q PB |
| 2  | 1 | Marek Bakalar          | Csehország         | 10.71 | Q    |
| 3  | 2 | Daniel Koelsch         | Németország        | 10.75 | Q PB |
| 4  | 2 | Yanier Bello Diaz      | Svájc              | 10.87 | Q    |
| 5  | 2 | Andreas Stavrou        | Görögország        | 10.88 | Q    |
| 6  | 1 | Morten Madsen          | Dánia              | 10.90 | Q    |
| 7  | 2 | Dmitrii Sychev         | Oroszország        | 10.90 | q    |
| 8  | 2 | Gregory William O'shea | Írország           | 10.90 | q PB |
| 9  | 1 | Oumar Diallo           | Belgium            | 10.90 |      |
| 10 | 1 | Adam Jablonski         | Lengyelország      | 10.91 |      |
| 11 | 1 | Luka Zontar            | Szlovénia          | 10.93 | PB   |
| 12 | 2 | Aykut Ay               | Törökország        | 10.94 |      |
| 13 | 2 | Luis Neves             | Portugália         | 10.98 |      |
| 14 | 2 | Otto Ahlfors           | Finnország         | 10.98 |      |
| 15 | 1 | Yann Olivier Delin     | Franciaország      | 11.01 |      |
| -  | 1 | Giovanni Cellario      | Olaszország        | -     | DNS  |

## Döntő
| H     | Név                    | Nemzet             | E     | Mj |
| ----- | ---------------------- | ------------------ | ----- | -- |
| Arany | Daniel Koelsch         | Németország        | 10.66 | PB |
| Ezüst | Leon Reid              | Egyesült Királyság | 10.68 |    |
| Bronz | Marek Bakalar          | Csehország         | 10.75 |    |
| 4     | Dmitrii Sychev         | Oroszország        | 10.79 |    |
| 5     | Andreas Stavrou        | Görögország        | 10.80 |    |
| 5     | Gregory William O'shea | Írország           | 10.88 | PB |
| 7     | Morten Madsen          | Dánia              | 10.90 |    |
| -     | Yanier Bello Diaz      | Svájc              | -     | DQ |